# 資本投資者入境計劃
資本投資者入境計劃（英語：Capital Investment Entrant Scheme (CIES)）是香港特区政府於2003年10月27日起實施、至2015年1月15日結束的投資移民計劃，其設立目的是讓任何將不少於650萬（至2010年提升至1,000萬港元）資金帶來香港，但是不會在香港參與經營任何業務的資本投資者來到香港居留。投資者可以從獲許投資資產類別中選擇投資項目，無需要開辦或者合辦業務。由於計劃只限非中國籍或者已經獲得第三國居留權的中國籍人士申請。因此，如果中國大陸人希望申請此計劃，一般都會先取得某非洲小國的居留權或者護照，再以外國居留權或者國民的中國公民身份申請。

## 歷史
《資本投資者入境計劃》於2003年10月27日實施，截至2012年4月底，入境事務處共接獲21,036宗申請，獲批准的個案共14,512宗，當中約12,300人為取得外國永久居民身份的中國籍人士；計劃共吸納投資金額1,063億9千萬港元。
2010年，香港政府就《資本投資者入境計劃》施展兩項調整：一是将房地产投资项目剔除；二是将投资计划的门槛从现在的650万港元提升到1,000万港元。
2015年1月14日，時任香港行政長官透過《2015年度香港行政長官施政報告》宣佈《資本投資者入境計劃》於翌日（1月15日）停止接受申請，處理中之已經遞交的申請則繼續進行。
2023年《財政預算案》預告特區政府將重新推出「資本投資者入境計劃 （页面存档备份，存于）」，規定申請人在本港市場投放一定資產，但不包括買樓，申請資格將依循舊計劃，投資門檻則會超過舊計劃的1000萬元。

## 申請資格

### 一般要求
1. 國籍：不得為 阿富汗、 古巴和
2. 永久居留權要求： 中国籍和無國籍人士需已取得外國永久性居民身分，其中無國籍人士需持有重新進入該國的文件或旅行證件。但有 澳門居民或 臺灣居民身份人士及其他人士無永久居留權要求
3. 年齡：投資者年齡需滿18歲
4. 經濟能力：證明留港期間，能自行負擔自己和受養人，不需依賴在香港獲許投資資產所帶來的任何收益、工作入息或公共援助
5. 資產要求：在提出申請前的兩年，擁有不少於1000萬港幣的淨資產
6. 良好品行：在香港及其居住地沒有不良記錄
7. 受養人（如有）：需是投資者十八歲以下未婚及受養的子女及與投資者有同性民事伴侶關係、同性民事結合、同性婚姻、異性民事伴侶關係或異性民事結合的另一方

## 逗留條件

### 訪客身份
投資者獲得原則上批准後，初步可以訪客身分來港 3 個月。如能提出證據證明在港正積極進行有關的投資活動，其訪客身分可獲延期 3 個月。

### 受逗留條件規限的香港非永久性居民身份
根據資本投資者入境計劃來港的人士，首次提出已作出所需投資的證明後，會獲准在港逗留兩年。如投資者能提出證明令入境處處長信納，每次可獲准延期逗留兩年。投資者及其受養人可以在逗留期限內自由在香港就業、就讀、開辦或參與任何業務和居留。如投資者違反其對入境處所作的承諾，則只可在港逗留至逗留期限屆滿或被裁定已違反承諾後兩個月內的較早日期。

### 不受任何逗留條件或期限所限制的香港居民身份
投資者及其受養人以香港居民身份在香港通常居住連續7年以上，可申請核實香港永久性居民身份證。但根據資本投資者入境計劃來港並投資滿七年的人士的人士亦可在無法滿足連續通常居住的條件下或是自願的情況下選擇暫時不申請香港居留權，而申請無條件逗留。申請無條件逗留獲批後，投資者及其受養人在香港將不受任何逗留条件或期限限制，並將獲得新的香港居民身份證，該非永久性居民身份證上將帶有「*」、「***」或「U」標記，如該投資者及其受養人屬中國籍將有資格申請香港特別行政區回港證。

## 數據
資本投資者入境計劃申請人的分類(截至2019年3月31日)
|                                                                          | 申請數字 | 已獲「原則上批准」 | 已獲「正式批准」 |
| ------------------------------------------------------------------------ | -------- | ------------------ | ---------------- |
| 外國國民                                                                 | 3,088    | 16                 | 2,191            |
| 澳門特區居民                                                             | 538      | 4                  | 430              |
| 中國籍而已取得外國永久性居民身分的人士                                   | 40,478   | 323                | 32,261           |
| 無國籍但已在外國取得永久性居民身分，並持有確實可以重新進入該國文件的人士 | 3        | 0                  | 3                |
| 台灣居民                                                                 | 546      | 2                  | 377              |
| 總數                                                                     | 44,653   | 345                | 35,262           |

在已獲「正式批准」的個案中,獲許投資資產類別的分析(截至2019年3月31日)
| 房地產(百萬) | 指定金融資產(百萬) | 總數(百萬) |
| ------------ | ------------------ | ---------- |
| 42,588.23    | 272,324.74         | 314,912.97 |